# Actias

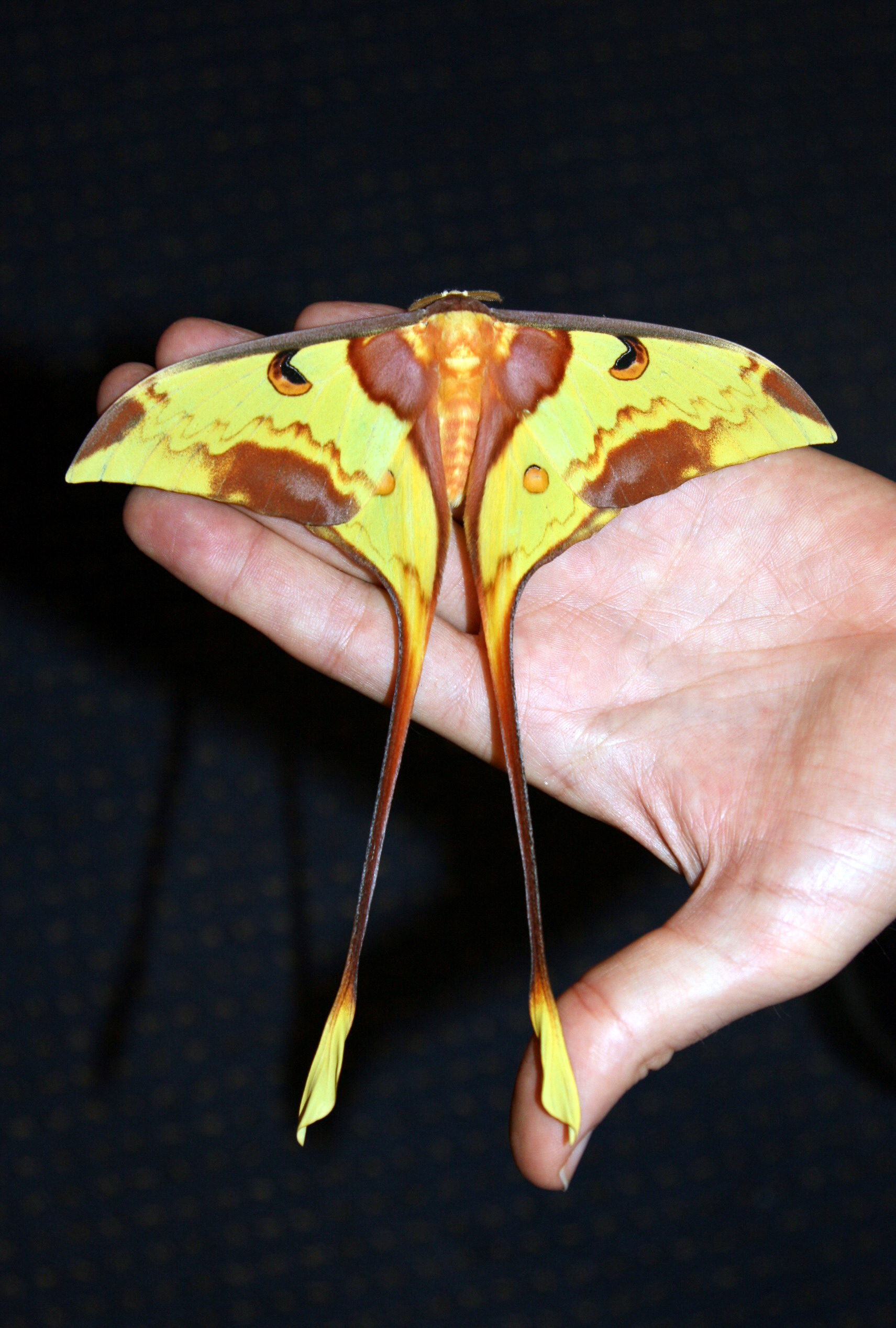
Actias maenas

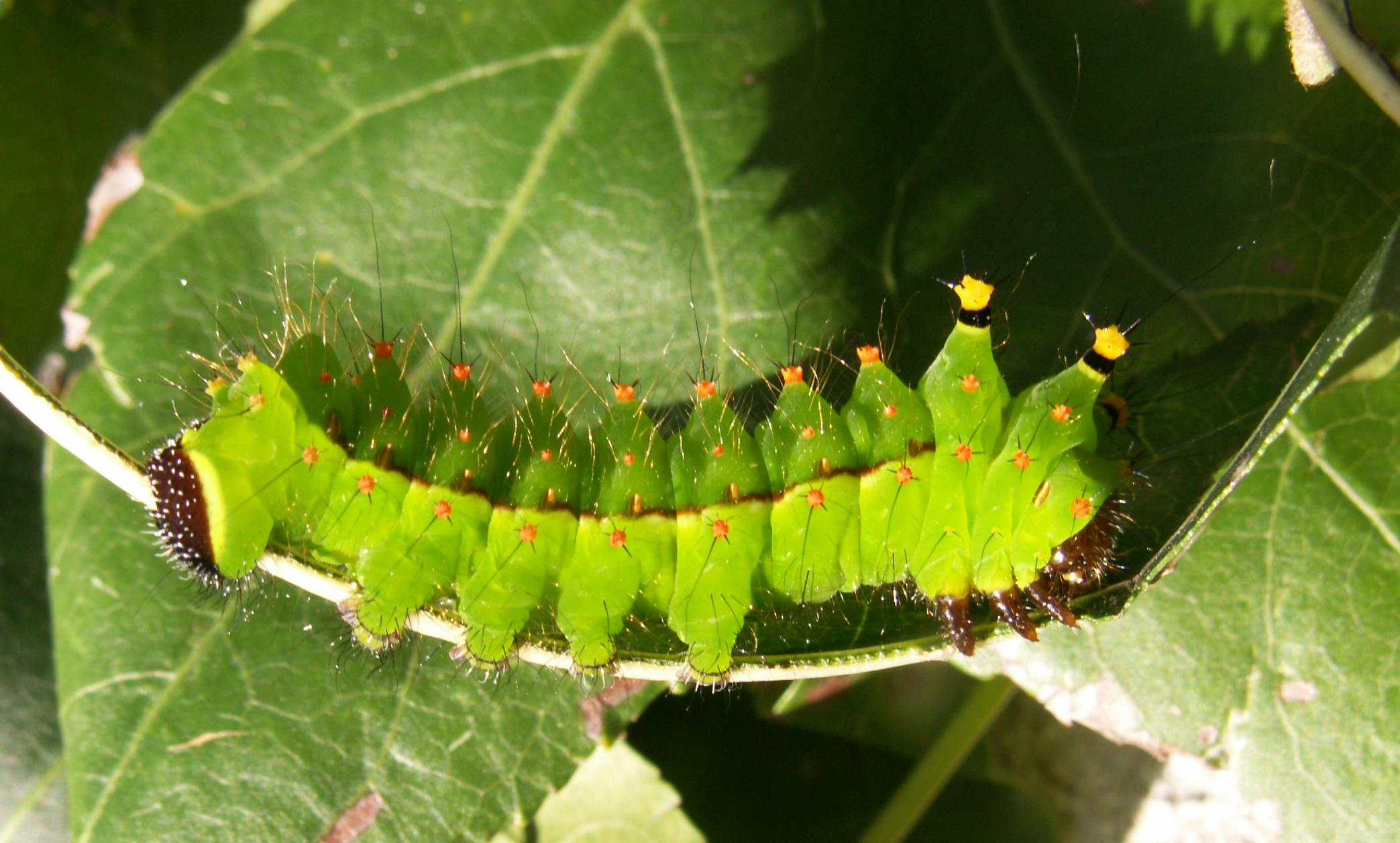
Raupe von Actias selene im vierten Stadium.

Actias ist eine Gattung der Schmetterlinge aus der Familie der Pfauenspinner (Saturniidae). The Global Lepidoptera Names Index des Natural History Museum listet 11 Arten in dieser Gattung. Die Ähnlichkeit der Arten dieser Gattung ist sehr groß und in der Zucht können Hybride entstehen. In Indien kommen natürliche Hybride zwischen Actias luna und Actias selene vor.

## Merkmale
Die großen Falter sind durch lange Schwänze an den Hinterflügel charakterisiert. Bei allen Arten ist außerdem ein auffälliger diskaler Augenfleck auf beiden Flügelpaaren ausgebildet. Die meisten Arten haben eine blassgrüne Grundfarbe. Sowohl bei den Männchen, als auch bei den Weibchen sind die Fühler doppelt gefiedert, wobei die der Männchen längere Fiederborsten haben. Ansonsten ist der Sexualdimorphismus nur wenig ausgeprägt. Die Arten der Gattung ähneln sich ziemlich.
Die Raupen unterscheiden sich zwischen den Arten im letzten Stadium merklich. Es gibt Arten, wie Actias luna, bei denen die Tuberkel am Körper zu flachen Höckern zurückgebildet sind, wohingegen Arten wie Actias selene auffällig große Scoli am Rücken tragen, die an die der Gattung Hyalophora erinnern.

## Vorkommen und Lebensweise
Die Gattung kommt vor allem in Asien vor, Actias luna ist jedoch im Osten Nordamerikas und Actias truncatipennis in Mexiko verbreitet. Die Verpuppung erfolgt in einem Kokon mit einfacher Wand, der zwischen Blättern und Pflanzenresten gesponnen wird. Er ist unregelmäßig und eiförmig.

## Taxonomie und Systematik
The Global Lepidoptera Names Index des Natural History Museum listet folgende Arten der Gattung:
- Actias luna (Linnaeus, 1758)
- Actias truncatispinus (Sonthonnax, 1899)
- Actias selene (Hübner, 1806)
- Actias distincta (Niepelt, 1932)
- Actias gnoma (Butler, 1877)
- Actias artemis (Bremer & Grey, 1853)
- Actias sjoqvisti Bryk, 1948
- Actias aliena (Butler, 1879)
- Actias felicis Oberthür, 1896
- Actias chapae Mell, 1950
- Actias neidhoeferi Ong & Yu, 1968

## Belege